# Andrés Buforn
Andrés Buforn Aragonés (Alicante, 21 de noviembre de 1877- Alicante, 5 de diciembre de 1943). Fue un pintor español del siglo XIX y el siglo XX especializado en el mar.  

## Biografía
Nació en los aledaños de la entonces Colegiata de San Nicolás de Alicante. Se crio en el puerto de Alicante donde su padre era calafater, esto es, constructor y reparador de barcos de pesca. 
Pudo conocer muy de cerca los entresijos de la navegación, los distintos tipos de cascos de barco, los distintos aparejos de vela y de pesca, y la dureza de la vida en la mar. Pero sin lugar a dudas, lo que mejor aprendió fue a memorizar el mar Mediterráneo, a distinguir la luz del sol y su influencia en el color del agua de la mar, la situación de las nubes y el viento, las estrellas y la luna marinera, con todos sus reflejos.
En los años 90 del siglo XIX entró en la Academia de Bellas Artes de Lorenzo Casanova Ruiz, perteneció a la segunda hornada de alumnos que tuvo el genial pintor, y allí tuvo por compañero a Adelardo Parrilla, a Manuel Harmsen o a Lorenzo Aguirre.
La Magna Exposición Provincial de Alicante de 1894 que, organizada por la Sociedad Económica de Amigos del País, se celebró en el Teatro Principal permitió la comparecencia de más de treinta pintores alicantinos, otros tantos valencianos y algunos barceloneses, gaditanos, madrileños y murcianos. Los universales valencianos Joaquín Sorolla y Ignacio Pinazo fueron las estrellas, y pudo ser esta la famosa ocasión en la que el maestro Sorolla le recomendó que se especializara en pintar marinas. 
Más tarde marchó a Madrid a la de Alejandro Ferrant,  que había sido Director de la Academia Española de Bellas Artes en Roma, para completar sus estudios. Venía a Alicante con frecuencia, donde tenía alquilada una habitación en el antiguo balneario “La Alianza” en la Playa del Postiguet. Pintaba “marinas”, puertos, acantilados, faros…, cualquier paisaje en el que dominara la mar.
Destacamos “Vista del puerto de Alicante y de su Castillo”, colección particular; “La Alianza” de la familia del pintor; “Reflectores en el mar” de la Diputación de Alicante; varios de la Colección del Ayuntamiento de Alicante; “Vista del puerto con el antiguo Club de Regatas”  (RCRA); y ya más maduro, “La vuelta del pescador” de la familia del pintor, medalla de oro; “Amanecer en la mar” y “Atardecer en la mar”, ambos colección particular; y “El incendio del Tiflis” y “Oleaje” de la Asociación de la Prensa de Alicante… 
Compareció y fue premiado en muchos Certámenes y Exposiciones pero sin duda, la que más ilusión le hubiera hecho fue la «Medalla de Honor» de la Exposición alicantina de 1943 que se le otorgó meses después de haber fallecido el pintor. 
En 1986 se realizó un homenaje al pintor en que se lograron junta en alto número de obras del pintor, que se expusieron en la Sala de Exposiciones que tuvo la Caja de Ahorros de Alicante en la Calle Mayor, 3.